# Reimar Riefling
Reimar Riefling (Christiania, 4 december 1898 – aldaar 22 mei 1981) was een Noors pianist, muziekpedagoog en muziekjournalist en –recensent.

## Levensloop
Østen Gottlieb Reimar Riefling werd geboren binnen het gezin van Albert Riefling, zelf pianist, en Ingeborg Louise Rollag. Hij is de broer van Robert Riefling, ook pianist. Hij huwde in 1928 Marie Lucie Else Prechtel en in 1968 Maj Köhlin (1916-1989). In 1958 werd hem de Kongens fortjensmedalje uitgereikt. In 1980 werd hem tegelijkertijd met Eva Knardahl en Geirr Tveitt de Lindemanprisen uitgereikt (150000 Noorse kroon)
Zijn muzikale opleiding kreeg hij aan de Hoheschule für Musik und Theater in Leipzig (1921-1922) en aan het Pädagogium der Tonkunst eveneens in Leipzig. Vervolgens studeerde hij verder aan de Hochschule für Musik in Hannover bij Karl Leimer.
Reimar maakt zijn debuut in 1922 in Dresden en in 1924 in Oslo. Hij gaf concerten in Duitsland en Scandinavië. Vanaf 1925 gaf hij ook les aan het Städtisches Konservatorium in Hannover. Vanaf 1935 was hij te vinden in zijn geboorteplaats, alwaar hij artikelen schreef in de krant Verdens Gang. In 1979 verzorgde hij bijvoorbeeld een recensie van het Vioolconcert van Johan Kvandal. Later richtte hij samen met broer Robert Riefling Klaverinstituut op en gaf er van 1941 tot 1952 leiding aan. Van 1963 tot 1973 doceerde hij aan het Ingesund College in Zweden. Verder zat Reimar in de jury bij concoursen, zoals het Chopin Concours in Warschau. Hij was bestuurslid van het Fartein Valen-genootschap , de Vereniging van Noorse theater- en muziekrecensenten en het Nordstrand Musikk-genootschap.  

## Uitgaves
- Klaverpedalene i historisk og praktisk belysning (1957)
- Jubileumsplate (1968)
- nieuwe uitgave in 1981 van Edvard Griegs Lyrische stukken opus 57.

- International Standard Name Identifier: 0000 0001 1786 8410
- KulturNav: 5d2d2702-0d54-4532-9fbe-04982b131137
- Library of Congress Control Number: no93012757
- MusicBrainz: a7de0755-c6a2-41cc-b61f-daa54a314bfb
- Nationale Bibliotheek van Israël: 987012502910405171
- Virtual International Authority File: 164703565
- WorldCat: E39PBJhhwRfCGqBtRvjG9rRYfq